# 699 Hela
699 Hela è un asteroide areosecante. Scoperto nel 1910, presenta un'orbita caratterizzata da un semiasse maggiore pari a 2,6154454 UA e da un'eccentricità di 0,4074781, inclinata di 15,30415° rispetto all'eclittica.
Il suo nome fa probabilmente riferimento a Hel, figura della mitologia norrena che era considerata la regina degli Inferi.